# Conselho Federal de Psicologia
Conselho Federal de Psicologia (CFP) é uma autarquia federal, com autonomia administrativa e financeira, cujos objetivos, além de regulamentar, orientar e fiscalizar o exercício profissional, como previsto na Lei 5766/1971, regulamentada pelo Decreto 79.822, de 17 de junho de 1977, deve promover espaços de discussão sobre os grandes temas da psicologia que levem à qualificação dos serviços profissionais prestados pela categoria à sociedade.
O Brasil é o país com o maior número de profissionais da psicologia em todo o mundo. A atuação dos psicólogos está nas clínicas, nas políticas públicas da saúde, da assistência social, no sistema de justiça, na segurança pública, no trânsito, nos esportes e em todos os contextos de cuidado à saúde mental.
É importante ressaltar que os conselhos também funcionam como tribunais de ética da profissão do psicológo, recebendo denúncias sobre o mau exercício profissional, construindo processos e realizando julgamentos (com aplicação ou não de penalidades ao profissional). A cada dois anos ocorre o Congresso da ULAPSI (União Latino-Americana das Entidades de Psicologia), realizado em algum país latino-americano. O documento de referência ao trabalho ético do psicólogo é o Código de Ética Profissional do Psicólogo - instituído pela Resolução CFP 010 de 2005 (sendo este o quarto texto da categoria).

## Missão
O CFP é uma autarquia de direito público, com o objetivo de orientar, fiscalizar e disciplinar a profissão de psicólogo, zelar pela fiel observância dos princípios éticos e contribuir para o desenvolvimento da psicologia como ciência e profissão.

## Regulamentação da Profissão
A psicologia chegou ao Brasil no início do século XX. No entanto, foi regulamentada como profissão a partir da publicação da Lei nº 4.119, em 27 de agosto de 1962, pelo presidente João Goulart. Em 1971, por meio da Lei nº 5.766, foram criados o Conselho Federal e os Conselhos Regionais de Psicologia – que constituem o Sistema Conselhos de Psicologia.

## Regimento
O Regimento Interno do Conselho Federal de Psicologia estabelece a forma de funcionamento deste órgão.
Está subdividido nos seguintes temas:
- entidade;
- estrutura;
- conselheiros;
- reuniões e sessões;
- infra-estrutura;
- patrimônio e gestão financeira;
- processos, recursos e pedidos de reconsideração;
- comunicação social;
- disposições gerais e finais.[9]

o Regimento Interno determina como os Conselhos de Psicologia devem proceder para auxiliar da melhor forma os profissionais de Psicologia em sua área de trabalho.

## Conselhos Regionais de Psicologia
Os Conselhos Regionais de Psicologia ou CRPs são divididos 2 regiões:
| REGIÃO | LOGO   | CONSELHO REGIONAL                                      | SIGLA       |
| ------ | ------ | ------------------------------------------------------ | ----------- |
| 01ª    |        | Conselho Regional de Psicologia do Distrito Federal    | CRP-DF      |
| 02ª    |        | Conselho Regional de Psicologia de Pernambuco          | CRP-PE      |
| 03ª    |        | Conselho Regional de Psicologia da Bahia               | CRP-BA      |
| 04ª    |        | Conselho Regional de Psicologia de Minas Gerais        | CRP-MG      |
| 05ª    | CRP-RJ | Conselho Regional de Psicologia do Rio de Janeiro      | CRP-RJ      |
| 06ª    |        | Conselho Regional de Psicologia de São Paulo           | CRP-SP      |
| 07ª    |        | Conselho Regional de Psicologia do Rio Grande do Sul   | CRP-RS      |
| 08ª    |        | Conselho Regional de Psicologia do Paraná              | CRP-PR      |
| 09ª    |        | Conselho Regional de Psicologia de Goiás               | CRP-GO      |
| 10ª    |        | Conselho Regional de Psicologia do Pará e Amapá        | CRP-PA e AP |
| 11ª    |        | Conselho Regional de Psicologia do Ceará               | CRP-CE      |
| 12ª    |        | Conselho Regional de Psicologia de Santa Catarina      | CRP-SC      |
| 13ª    |        | Conselho Regional de Psicologia da Paraíba             | CRP-PB      |
| 14ª    |        | Conselho Regional de Psicologia do Mato Grosso do Sul  | CRP-MS      |
| 15ª    |        | Conselho Regional de Psicologia de Alagoas             | CRP-AL      |
| 16ª    |        | Conselho Regional de Psicologia do Espirito Santo      | CRP-ES      |
| 17ª    |        | Conselho Regional de Psicologia do Rio Grande do Norte | CRP-RN      |
| 18ª    |        | Conselho Regional de Psicologia do Mato Grosso         | CRP-MT      |
| 19ª    |        | Conselho Regional de Psicologia de Sergipe             | CRP-SE      |
| 20ª    |        | Conselho Regional de Psicologia do Amazonas e Roraima  | CRP-AM e RR |
| 21ª    |        | Conselho Regional de Psicologia do Piauí               | CRP-PI      |
| 22ª    |        | Conselho Regional de Psicologia do Maranhão            | CRP-MA      |
| 23ª    |        | Conselho Regional de Psicologia do Tocantins           | CRP-TO      |
| 24ª    |        | Conselho Regional de Psicologia de Rondônia e Acre     | CRP-RO e AC |

Como previsto na Lei 5766/1971, são atribuições dos Conselhos Regionais de Psicologia:
- organizar seu regimento submetendo-o à aprovação do Conselho Federal;
- orientar, disciplinar e fiscalizar o exercício da profissão em sua área de competência;
- zelar pela observância do Código de Ética Profissional impondo sansões pela sua violação;
- funcionar como tribunal regional de ética profissional;
- sugerir ao Conselho Federal as medidas necessárias à orientação e fiscalização do exercício profissional;
- remeter, anualmente, relatório ao Conselho Federal, incluindo relações atualizadas dos profissionais inscritos, cancelados e suspensos;
- elaborar a proposta orçamentária anual, submetendo-a à aprovação do Conselho Federal;
- encaminhar a prestação de contas ao Conselho Federal.[4]

## Composição
O Plenário do CFP é formado por nove membros efetivos e nove membros suplentes, eleitos por maioria de votos, em escrutínio secreto, na Assembleia dos Delegados Regionais.
O CFP possui, em sua composição os seguintes membros: 
- Presidente;
- Vice-Presidente;
- Secretário;
- Tesoureiro;
- cinco secretários regionais (um por região geográfica);
- e Secretário de Orientação e Ética.[6]

A candidatura deve ser feita por 11 membros efetivos e seus respectivos suplentes, que podem estar inscritos em qualquer Conselho Regional. O crescimento das demandas do CFP possibilitou aos membros contar com o apoio de dois psicólogos ou psicólogas convidados.
O Conselho deve reunir-se em reunião plenária, pelo menos uma vez por mês, para deliberar sobre assuntos de interesse da categoria.

## Comissões Permanentes
Para cumprir as diversas atividades de responsabilidade legal do CFP, existem as seguintes comissões permanentes:

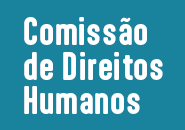
Banner da Comissão de Direitos Humanos do CFP

### Comissão de Direitos Humanos
Criada pela Resolução Conselho Federal de Psicologia n.º 11/1998 tem como atribuições:
- incentivar a reflexão sobre os direitos humanos inerentes à formação, à prática profissional e à pesquisa em psicologia;
- intervir em todas as situações em que existam violações dos direitos humanos que produzam sofrimento mental;
- participar de todas as iniciativas que preservem os direitos humanos na sociedade brasileira;
- apoiar o movimento internacional dos direitos humanos;
- e lutar contra todas as formas de exclusão que violem os direitos humanos e provoquem qualquer tipo de sofrimento mental.[6]

### Comissão de Análise sobre Título Especialistas

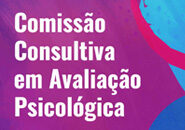
Banner da Comissão Consultiva em Avaliação Psicológica do CFP

Criada pela Resolução CFP n.º 014/200, revogada pela Resolução CFP nº 013/2007: criada para fins de concessão de credenciamento de cursos de especialista e análise de recursos sobre títulos de especialistas. Essa comissão também tem a responsabilidade de subsidiar o plenário do CFP para as diversas demandas relacionadas ao tema “Especialidades em Psicologia”.

### Comissão Consultiva em Avaliação Psicológica
Criada pela Resolução CFP nº 025/2001, revogada pela Resolução CFP nº 002/2003: integrada por psicólogos convidados de reconhecido saber em testes psicológicos, tem como objetivo analisar e emitir parecer sobre os testes psicológicos encaminhados ao CFP, apresentando sugestões para o aprimoramento dos procedimentos e critérios envolvidos.

## Eleições
A Lei 5.766/71, que regulamenta a profissão de psicólogo e cria os Conselhos Federal e Regionais, estabelece que os membros efetivos e suplentes do CFP são eleitos pela Assembleia dos Delegados Regionais, constituída por dois delegados eleitores de cada CRP. As eleições devem ser realizadas dentro do período de 30 dias que antecede o término do mandato.
Para a eleição dos membros do Conselho Federal, a Assembleia de Delegados Regionais delibera pelo voto favorável de, pelo menos, dois terços dos delegados eleitores presentes.
Nos últimos anos, com os avanços democráticos do Sistema Conselhos, no momento da eleição para os membros do Conselho Regional de Psicologia, é também feita uma consulta pública aos psicólogos de todo o país para escolha dos membros do CFP, a serem eleitos pela Assembleia de Delegados Regionais. Esta consulta é realizada juntamente com as eleições dos Conselheiros Regionais.
O processo eleitoral ocorre sempre paralelo à discussão sobre o projeto da gestão do Sistema Conselhos de Psicologia para o triênio seguinte, definido nos Congressos Nacionais da Psicologia (CNPs), realizados no mês de junho anterior às eleições. É durante o Congresso Nacional de Psicologia que são inscritas as chapas que concorrem para a consulta nacional.
O mandato dos membros do Conselho Federal é de três anos, permitida a reeleição uma única vez.

### Assembleia dos delegados regionais
A Assembleia dos Delegados Regionais é formada pelos representantes dos Conselhos Regionais. Ela deverá reunir-se ao menos uma vez por ano, por convocação do presidente do CFP. Na primeira convocação, exige-se o quórum da maioria absoluta de seus membros, e nas seguintes pode reunir-se com qualquer número.
Compete à Assembleia dos Delegados Regionais, em reunião previamente convocada para esse fim e por deliberação de pelo menos 2/3 (dois terços) dos membros presentes:
- Eleger os membros do Conselho Federal e respectivos suplentes;
- A Assembleia também é responsável pela destituição de qualquer dos membros do Conselho Federal que desrespeitem o Código de Ética da Profissão.[6]

### Elegibilidade
Conforme a seção II, artigo 5º do Regimento Eleitoral (Resolução CFP n.º 002/2000), é elegível para o CFP o Psicólogo que satisfaça aos seguintes requisitos:
1. ter nacionalidade brasileira;
2. estar em dia com suas obrigações eleitorais e militares;
3. encontrar-se em pleno gozo de seus direitos profissionais;
4. ter inscrição principal no respectivo Conselho Regional e domicilio na região correspondente, quando concorrer ao Conselho Regional, e inscrição em qualquer Conselho Regional, quando concorrer a cargo no Conselho Federal;
5. inexistir contra si condenação criminal a pena superior a 2 (dois) anos, em virtude de sentença transitada em julgado, salvo reabilitação legal;
6. inexistir contra si condenação, por infração ao Código de Ética, transitada em julgado há menos de 5 (cinco) anos;
7. estar quite com a tesouraria do Conselho Regional de Psicologia relativamente aos exercícios anteriores, ainda que sob a forma de parcelamento de débito.[6]

## Plenário
O Plenário é um órgão deliberativo do CFP formado pelo conjunto de seus conselheiros.

Solenidade na Câmara dos Deputados em 18 de agosto de 2023 celebrou os 50 anos do primeiro plenário do Conselho Federal de Psicologia (CFP)

O órgão é responsável, entre outras atribuições:
- pela aprovação do plano de ação da gestão;
- pela aprovação da realização de inquéritos sobre o funcionamento dos Conselhos Regionais de Psicologia;
- pela proposta de criação e extinção de cargos do CFP;
- pela criação de Grupos de Trabalho.[6]

As reuniões plenárias são realizadas na sede do CFP, ordinariamente, pelo menos uma vez por mês, por iniciativa do presidente ou a requerimento de 2/3 dos Conselheiros Efetivos para deliberar sobre assuntos técnicos, administrativos e questões políticas.
Podem participar das reuniões, quando convocados, membros dos Conselhos Regionais de Psicologia, convidados, funcionários e assessores.
Em seu plenário, o CFP discute estrategicamente diversos temas, como por exemplo:
- saúde;
- gênero;
- educação;
- projetos de lei de interesse da psicologia;
- condições de trabalho;
- mobilidade/trânsito;
- democratização da comunicação;
- ciência;
- formação;
- criança e adolescente;
- medicalização da vida;
- emergências e desastres;
- populações tradicionais e povos indígenas;
- articulações com a psicologia de outros países;
- avaliação psicológica;
- publicações, sites de outros dispositivos de comunicação;
- diversidade sexual;
- história da psicologia;
- entre outros.[6]

## Processos éticos

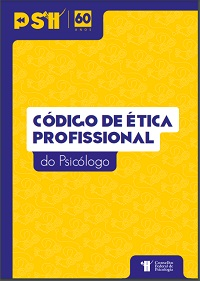
Capa do Código de Ética Profissional do Psicólogo - Edição Comemorativa de 60 anos.

De acordo com a Lei 5.766/1971, o CFP deve funcionar como tribunal superior de ética profissional. Para tanto, no órgão é mantida a Secretaria de Orientação e Ética, que cuida da elaboração de diretrizes para os Conselhos Regionais de Psicologia (CRPs) de trabalhos relacionados à orientação e ética profissional, além da organização e subsídio dos julgamentos de recursos de processos éticos que chegam ao CFP.
Uma das mais importantes atividades desta Secretaria é promover, aproximadamente a cada dois anos, os encontros das Comissões de Orientação e Ética e Comissões de Orientação e Fiscalização dos Conselhos Regionais de Psicologia, que tem como objetivo a troca de experiências e avaliações sucessivas da legislação profissional existente.
O processo disciplinar ético será iniciado mediante representação ou de ofício pelo Conselho Regional, onde acontece toda a fase de instrução processual, cabendo da decisão proferida recurso ao CFP. O presidente do CFP, ao receber os autos do Conselho Regional de Psicologia, os encaminhará ao Secretário de Orientação e Ética para que ele emita parecer sobre a regularidade do processo. Estando este apto a ser julgado, o Secretário encaminha ao presidente o processo, para designação de um conselheiro relator e posterior inclusão em pauta de julgamento em plenário. Durante estas reuniões plenárias, os conselheiros podem participar com direito a voto, sendo que o presidente só vota em caso de desempate.

## Mês da Psicologia Brasileira

Banner de Divulgação com o lema "Cuidado que Transforma" (2023)

Durante o mês de agosto o CFP comemora o Mês da Psicologia Brasileira, marcando as celebrações do Dia Nacional do Psicólogo, comemorado anualmente no dia 27 de agosto. O CFP organiza a divulgação de uma campanha nacional com o intuito de homenagear as psicólogas e os psicólogos em atuação no Brasil, além de promover o reconhecimento e a valorização da profissão. A  campanha do Mês da Psicologia Brasileira integra uma estratégia nacional de visibilidade e valorização da psicologia.
Durante o Mês da Psicologia Brasileira o CFP promove uma ampla agenda de atividades: lançamento de publicações, estudos e pesquisas, premiações, mostras, vídeos e sessões solenes nas cinco regiões do Brasil, entre outras iniciativas.
O Dia Nacional do Psicólogo integra o calendário oficial de comemorações e refere-se à data de publicação da Lei 4.119/1962, que regulamentou a psicologia brasileira. O dia foi oficialmente instituído em 2016, por meio da Lei 13.407, e prestigia a atuação de psicólogas e psicólogos em todo o Brasil.

## Dia Nacional do Psicólogo - 27 de Agosto
O Dia Nacional do Psicólogo integra o calendário oficial de comemorações e refere-se à data de publicação da Lei 4.119/1962, que regulamentou a psicologia brasileira. O dia foi oficialmente instituído em 2016, por meio da Lei 13.407, e prestigia a atuação de psicólogas e psicólogos em todo o Brasil.
No dia 27 de agosto, foi assinada a Lei 4.119 que, pela primeira vez em todo o mundo, regulamentou a psicologia como uma profissão. Um marco tão importante que fez da data o Dia Nacional das Psicólogas e Psicólogos.

## Revista Psicologia: Ciência e Profissão

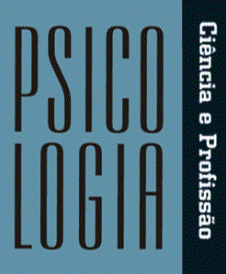
Revista Psicologia, Ciência e Profissão

A Revista Psicologia: Ciência e Profissão (PCP) foi criada pela Resolução CFP nº 26, de 26/07/1979, é vinculada ao Conselho Federal de Psicologia e publica Estudos Teóricos, Relatos de Pesquisa e Relatos de Experiências. Sua missão principal é contribuir para a formação profissional do psicólogo brasileiro, bem como socializar o conhecimento produzido por aqueles que pesquisam e/ou atuam no campo da Psicologia.
A Revista Psicologia: Ciência e Profissão publica textos originais, de relevância científica e social para a produção do conhecimento em psicologia, em uma perspectiva crítica, consonantes com as políticas da profissão e atentos aos direitos humanos.
Adota, desde 2019, a modalidade de publicação fluxo contínuo, ou seja, após aprovado em todas as etapas de avaliação, o artigo pode ser disponibilizado no site da revista, não sendo necessário esperar o fechamento da edição, o que proporciona maior agilidade ao processo de publicação.
A PCP publica artigos originais referentes à atuação profissional do psicólogo, à pesquisa, ao ensino ou à reflexão crítica sobre a produção de conhecimento na área da psicologia.
A PCP é afiliada à Associação Brasileira de Editores Científicos (ABEC), a Revista tem acesso aberto e não cobra taxas de submissão de qualquer natureza.

## CREPOP - Centro de Referências Técnicas em Psicologia e Políticas Públicas

Logo do CREPOP

O Centro de Referências Técnicas em Psicologia e Políticas Públicas (CREPOP) é uma iniciativa do Sistema Conselhos de Psicologia (CFP e CRPs), criado em 2006 para promover a qualificação da atuação profissional de psicólogas e psicólogos que atuam nas diversas políticas públicas.
Além de um papel técnico, o CREPOP tem um importante papel ético e político. Ético no que tange a qualificação profissional, orientando um fazer alinhado com a garantia de direitos e a transformação de vidas. Político por se tratar de um espaço que demarca as contribuições da Psicologia para o campo das políticas públicas, voltadas para a transformação social.
| ANO  | TÍTULO |
| ---- | --- |
| 2011 | Como os Psicólogos e as Psicólogas podem Contribuir para Avançar o Sistema Único de Assistência Social (SUAS). Informações para Gestoras e Gestores. |
| 2013 | Referências Técnicas para Atuação de Psicólogas(os) nos Centros de Referências Especializado de Assistências Social (CREAS).                         |
| 2013 | Como a Psicologia Pode Contribuir para o Avanço do SUS.                                                                                              |
| 2017 | Relações Raciais Referências Técnicas para Atuação de Psicólogas(os).                                                                                |
| 2018 | Referências Técnicas para Atuação de Psicólogas(os) em Políticas Públicas de Mobilidade Humana e Trânsito.                                           |
| 2019 | Referências Técnicas para Atuação das(os) Psicólogas(os) em Questões Relativas à Terra (Edição Revisada).                                            |
| 2019 | Referências Técnicas para Atuação de Psicólogas(os) na Educação Básica (Edição Revisada).                                                            |
| 2019 | Saúde do Trabalhador no Âmbito da Saúde Pública: Referências para Atuação da(o) Psicóloga(o) (Edição Revisada).                                      |
| 2019 | Referências Técnicas para Atuação de Psicólogas(os) em Políticas Públicas sobre Álcool e Outras Drogas (Edição Revisada).                            |
| 2019 | Referências Técnicas para Atuação de Psicólogas(os) em Políticas Públicas de Esporte.                                                                |
| 2019 | Referências Técnicas para atuação da(o) psicóloga(o) em Varas de Família.                                                                            |
| 2019 | Referências Técnicas para Atuação de Psicólogas(os) em Serviços Hospitalares do SUS.                                                                 |
| 2019 | Referências Técnicas para Atuação de Psicólogas(os) na Atenção Básica à Saúde.                                                                       |
| 2019 | Referências Técnicas para atuação de psicólogas(os) com Povos Tradicionais.                                                                          |
| 2020 | Referências Técnicas para Atuação de Psicólogas(os) na Rede de Proteção às Crianças e Adolescentes em Situação de Violência Sexual.                  |
| 2020 | Referência Técnica para Atuação de Psicólogas(os) em Políticas de Segurança Pública.                                                                 |
| 2020 | Referência Técnica para Atuação de Psicólogas(os) nos Programas de IST/HIV/ aids (Edição Revisada).                                                  |
| 2021 | Referência Técnica para Atuação de Psicólogas(os) no Sistema Prisional (Edição Revisada).                                                            |
| 2021 | Referências Técnicas para Atuação de Psicólogas(os) na Gestão Integral de Riscos, Emergências e Desastres.                                           |
| 2021 | Referências Técnicas para Atuação de Psicólogas(os) no CRAS/SUAS (Edição Revisada).                                                                  |
| 2021 | Referências Técnicas para Atuação de Psicólogas(os) no Âmbito das Medidas Socioeducativas (Edição Revisada).                                         |
| 2022 | Referências Técnicas para Atuação de Psicólogas(os) junto aos Povos Indígenas.                                                                       |
| 2022 | Referências Técnicas para Atuação de Psicólogas(os) no Centro de Atenção Psicossocial (CAPS) (Edição Revisada).                                      |
| 2023 | Referências Técnicas para Atuação de Psicólogas(os), Psicólogos e Psicólogues em Políticas Públicas para População LGBTQIA+.                         |
| 2024 | Referência Técnicas para Atuação de Psicólogas (os) no atendimento às mulheres em situação de violência.                                             |
| 2025 | Referências Técnicas para Atuação de Psicólogas(os) em Políticas Públicas de Direitos Sexuais e Direitos Reprodutivos.                               |